# Tantulacus longispinosus
Tantulacus longispinosus är en kräftdjursart som beskrevs av Mohrbeck, Martínez Arbizu och Glatzel 20. Tantulacus longispinosus ingår i släktet Tantulacus och familjen Deoterthridae. Inga underarter finns listade i Catalogue of Life.